# Лејк Мистик (Флорида)
Лејк Мистик (енгл. Lake Mystic) насељено је место без административног статуса у америчкој савезној држави Флорида.

## Демографија
По попису из 2010. године број становника је 500.
| Група             | 2000.    | 2010.       |
| Белци             | 0 (0,0%) | 447 (89,4%) |
| Афроамериканци    | 0 (0,0%) | 19 (3,8%)   |
| Азијати           | 0 (0,0%) | 0 (0,0%)    |
| Хиспаноамериканци | 0 (0,0%) | 13 (2,6%)   |
| Укупно            | 0        | 500         |